# Klara Segałowicz
Klara Segałowicz, z domu Borodin (jid. קלארע סעגאלאוויטש; ur. 25 sierpnia 1897 w Kijowie, zm. 1943 w Warszawie) – polska aktorka żydowskiego pochodzenia, która zasłynęła głównie z ról w przedwojennych filmach i sztukach teatralnych w języku jidysz.

## Życiorys
Urodziła się w Kijowie w rodzinie żydowskiej. W 1911 r. osiedliła się wraz z rodziną w Tomaszowie Mazowieckim. Tam zadebiutowała w kilku przedstawieniach teatru amatorskiego, kierowanego przez Szmula Binema Orenbacha. W 1921 r. przeniosła się do Warszawy i trafiła do żydowskiego Central-Theater. W 1922 r. poślubiła poetę i pisarza żydowskiego Zusmana Segałowicza (1884–1949), z którym się rozwiodła po półtora roku. Zadebiutowała już pod nazwiskiem męża w sztuce Fiszela Bimko pt. Ganowim (z jid. Złodzieje). Szybko zdobyła sławę i uznanie. W latach 30. była uznawana za gwiazdę kina i teatru żydowskiego. Grała w teatrach Warszawy, Łodzi i Wilna. Często odwiedzała w Tomaszowie Mazowieckim rodzinę, przede wszystkim matkę Ruchlę Borodino, akuszerkę.
Podczas II wojny światowej trafiła do getta warszawskiego, gdzie pracowała jako urzędniczka. Została, wraz z kolejnym mężem Leonem Neustadtem aresztowana na kilka dni przed wielką akcją likwidacyjną w 1942 roku jako obywatelka obcego państwa ze sfałszowanym paszportem. Była przez długi czas przetrzymywana na tzw. Serbii, oddziale kobiecym Pawiaka. 
Została zastrzelona w grupie Żydów na Pawiaku w 1943 roku.

## Filmografia
- 1936: Za grzechy – jako przełożona.
- 1929: W lasach polskich – jako Duszka, córka Duwidła.
- 1925: Jeden z 36 – jako Sara Grzesznica.